# Закабар
Закабар (перс. زكابر) — село в Ірані, у дегестані Джіранде, у бахші Амарлу, шагрестані Рудбар остану Ґілян. За даними перепису 2006 року, його населення становило 119 осіб, що проживали у складі 27 сімей.

## Клімат
Середня річна температура становить 15,88 °C, середня максимальна – 32,34 °C, а середня мінімальна – -1,86 °C. Середня річна кількість опадів – 460 мм.
| Клімат поселення                              | Клімат поселення | Клімат поселення | Клімат поселення | Клімат поселення | Клімат поселення | Клімат поселення | Клімат поселення | Клімат поселення | Клімат поселення | Клімат поселення | Клімат поселення | Клімат поселення | Клімат поселення |
| Показник                                      | Січ.             | Лют.             | Бер.             | Квіт.            | Трав.            | Черв.            | Лип.             | Серп.            | Вер.             | Жовт.            | Лист.            | Груд.            |                  |
| Середній максимум, °C                         | 13,98            | 13,97            | 16,11            | 22,48            | 26,98            | 32,18            | 32,34            | 31,30            | 27,14            | 22,21            | 17,06            | 11,51            |                  |
| Середня температура, °C                       | 6,07             | 6,05             | 8,20             | 14,56            | 19,08            | 24,28            | 27,46            | 26,42            | 22,28            | 17,34            | 12,18            | 6,63             |                  |
| Середній мінімум, °C                          | −1,84            | −1,86            | 0,28             | 6,65             | 11,16            | 16,36            | 22,59            | 21,56            | 17,39            | 12,47            | 7,30             | 1,77             |                  |
| Норма опадів, мм                              | 46               | 43               | 66               | 51               | 28               | 10               | 11               | 12               | 19               | 44               | 60               | 70               |                  |
| Середньомісячна швидкість вітру, м/с          | 1.83             | 2.41             | 3.00             | 3.15             | 2.90             | 2.99             | 3.12             | 2.94             | 2.50             | 2.35             | 1.83             | 1.87             |                  |
| Середньомісячна сонячна радіація, кДж/м²·день | 7755             | 10072            | 12414            | 16587            | 21001            | 24170            | 24722            | 21663            | 17805            | 12525            | 9418             | 7434             |                  |
| --------------------------------------------- | ---------------- | ---------------- | ---------------- | ---------------- | ---------------- | ---------------- | ---------------- | ---------------- | ---------------- | ---------------- | ---------------- | ---------------- | ---------------- |
| Джерело:                                      |                  |                  |                  |                  |                  |                  |                  |                  |                  |                  |                  |                  |                  |